# Juan Cruz Varela
Juan Cruz Varela, född den 23 november 1794 i Buenos Aires, död den 23 juni 1839 i Montevideo, var en argentinsk skald och politiker.
Varela gjorde sig bemärkt som god översättare av Vergilius, Horatius och Ovidius, men är av större intresse som originalskald. Med Cienfuegos som mönster skrev Varela en del dikter, som A la libertad de la prensa, A la beneficencia, A la industria med mera samt Triunfo de Ituzaingó, som anses vara hans främsta lyriska produktion. Under påverkan av Alfieri skrev Varela tragedin Argía, som allmänt anses mindre betydande än tragedin Dido, som sätts främst av hans dramatiska arbeten.